# Aconodes submontana
Aconodes submontana là một loài bọ cánh cứng trong họ Cerambycidae.